# Філідор золотистий
Філідо́р золотистий (Syndactyla subalaris) — вид горобцеподібних птахів родини горнерових (Furnariidae). Мешкає в Центральній і Південній Америці. Є сестринським видом по відношенню до рудошийого філідора.

## Підвиди
Виділяють шість підвидів:
- S. s. lineata (Lawrence, 1865) — гори Коста-Рики і західної Панами (на схід до Вераґуаса);
- S. s. tacarcunae (Chapman, 1923) — гори Малі, Пірре і Такаркуна[es] (східна Панама і північно-західна Колумбія);
- S. s. subalaris (Sclater, PL, 1859) — Анди на заході Колумбії (Західний хребет, західні схили Центрального хребта, Серранія-де-Сан-Лукас[es]) та на заході Еквадору (на південь до Ель-Оро);
- S. s. striolata (Todd, 1913) — Східний хребет Колумбійських Анд і Кордильєра-де-Мерида (західна Венесуела);
- S. s. olivacea Phelps & Phelps Jr, 1956 — Анди на південному заході Тачири;
- S. s. mentalis (Taczanowski & Berlepsch, 1885) — східні схили Анд в Еквадорі і Перу (на південь до Куско).

## Поширення і екологія
Золотисті філідори мешкають в Коста-Риці, Панамі, Колумбії, Венесуелі, Еквадорі і Перу. Вони живуть в підліску вологих гірських і рівнинних тропічних лісів та в прибережних заростях. Зустрічаються на висоті від 600 до 2300 м над рівнем моря, переважно на висоті від 1000 до 2100 м над рівнем моря.